# Сталев, Евгений Евгеньевич
Евгений Евгеньевич Сталев (род. 19 мая 1979, Старая Купавна, Московская область) — советский и российский бильярдист, мастер спорта международного класса. Чемпион мира по русскому бильярду и пулу.

## Биография
Со слов Сталева отец с детства приучал Евгения к спорту вместе со старшим братом Максимом. В их родном городе Лыткарино отец открыл свою бильярдную комнату, и в 10 лет Сталев начал играть в пул. Благодаря отцу, в Московской области была создана первая неофициальная федерация бильярда. Стали проводиться неофициальные соревнования на первенство по Московской области. Отец открыл клуб «Русская пирамида» и уволился с основной работы, чтобы быть маркёром. Братья Сталевы начали бесплатно тренироваться. Евгений Сталев оставил школу.
В 1991 году в Санкт-Петербурге первый раз проводился чемпионат Европы по пулу (пирамида), на котором двенадцатилетний Сталев занял первое место.
В 1995 и 1996 годах стал чемпионом Польши по пулу. Участвовал в турнирах и чемпионатах Европы. Выступал на чемпионатах России и мира по русскому бильярду.
В 1996 году в 17 лет победил на всех чемпионатах России и стал абсолютным чемпионом автоматически.
Из-за того, что у отца Сталева возник конфликт с федерацией, они были дисквалифицированы всем семейством. Евгений Сталев уехал в Европу.
На сегодняшний день имеет свой Бильярдный Клуб «Легенда №1» по адресу: г.Москва Пятницкое шоссе 3, ТЦ Пятница, этаж 2

## Достижения
- Победитель «Великолепной восьмерки» 2006 года.
- 17 место — U.S. Open 9-ball championship, 2005 год.
- 9-12 место — Кубок Азии 2004 год (Алматы, Казахстан).
- 1 место — турнир чемпионов по русскому бильярду (2004 год).
- Финалист Чемпионата мира, 2003 год (С.-Петербург, Россия).
- 2003 — финалист Чемпионата мира по пирамиде.
- 6-7 место — Чемпионат Европы, 2003 год (Киев, Украина).
- Победитель Кубка Азии, 2003 год (Алматы, Казахстан).
- 10-11 место — Чемпионат мира 2001 год (Вильнюс, Литва).
- Победитель кубка Москвы («девятка»), 2001 год.
- Финалист кубка России («девятка»), 2001 год.
- 7 место — U.S. Open 9-ball championship, 2001 год.
- 1 место — кубок Москвы по пулу «девятка» (2001 год).
- 2 место — кубок России по пулу «девятка» (2001 год).
- Победитель первого официального Чемпионата мира, 2000 год (Киркель, Германия).
- Победитель Чемпионата России («14+1»), 1999 год.
- Финалист Чемпионата России («восьмёрка»), 1999 год.
- 1 место на двух открытых чемпионатах России (1999 год; Екатеринбург, Москва).
- 7 место — US open, самый выдающийся результат на международной арене (1999 год).
- 1 место — первый международный турнир по пирамиде («американка») под эгидой WCBS и WPA (1999 год; Москва).
- 2 место — Чемпионат России по пулу «восьмёрка» (1999 год).
- 1 место — Чемпионат Мира по пулу, «девятка» (1998 год).
- Достижения, не подтверждённые датировками (и поэтому неверифицируемые), перечислены ниже:
- 1 место — чемпионат Мира по «олимпийской пирамиде».
- 1 место — матч за звание Абсолютного Чемпиона Мира (Москва).
- 1 место — клубный чемпионат Мира (Сочи).
- 1 место — Абсолютный Чемпион мира по русскому бильярду.
- 1 место — Чемпионат России по пулу «14+1».
- 1 место — открытый кубок Москвы.
- 3 место — чемпионат Мира «8 шаров».
- 1 место — командный кубок России по пулу: «девятка», «восьмёрка», «14+1».
- 1 место — чемпионат России по пулу «девятка».
- 1 место — чемпионат Москвы, пул «девятка».
- 1 место — кубок Москвы, пул «девятка».
- 1 место — чемпионат России по пулу «восьмёрка».
- 1 место — командный чемпионат Москвы по пулу: «девятка», «восьмёрка», «14+1».
- 1 место — кубок России, пул «девятка».[источник не указан 2868 дней]
- 1 место — чемпионат Москвы по пулу «восьмёрка».[6]